# Ala di Stura
Ala di Stura (piemonti és frankoprovanszál nyelven Ala) egy olasz község (comune) a Piemont régióban. A megyeszékhelytől 54 km-re található.

## Látnivalók
- Ponte delle Scale
- San Nicolao templom
- Santi Nicolao e Grati templom
- Dogana-torony (Torre della Dogana)

## Külső hivatkozások
- comunealadistura.it
- vallidilanzo.com
- mondrone.it